# Mrutuk
Mrutuk is een bestuurslaag in het regentschap Tuban van de provincie Oost-Java, Indonesië. Mrutuk telt 2850 inwoners (volkstelling 2010).